# カーセラル・フェミニズム
カーセラル・フェミニズムとは、フェミニズム運動の内部で批判的に使われる用語で、取り締まり、厳罰化が社会における女性に対する暴力の最も重要な対策だとするフェミニズムの思想を指す。監獄フェミニズムとも呼ばれる。公権力による取り締まりがさらなるマイノリティの抑圧につながることを危惧するフェミニストにより、批判的に用いられることが多い。

## 概要
カーセラル・フェミニズムでは、より長い懲役刑、収容などの懲罰を制度化することにより、社会で起きる女性に対する暴力を制御するべきだと考える。カーセラル・フェミニズムという用語は、フェミニズム社会学の研究者でコロンビア大学教授エリザベス・バーンシュタインの2007年の論文で提唱されたと言われている。
カーセラル・フェミニズムという用語は、フェミニズム運動において内省的、もしくは批判的な意味を持ち使われることが多い:50。特に、アンジェラ・デイヴィスを始めとした刑務所廃止運動でも著名なフェミニストたちが批判的な立場で知られている。提唱者であるバーンシュタインはカーセラル・フェミニズムについて、人身売買の根絶を目指すフェミニズムの運動の一部で、全てのセックスワーカーを性的な人身売買と理論立てられている事を問題視した。警察の権力の強化や厳罰化は社会の周縁に存在する女性の権利を侵食するだけでなく、フェミニズム運動が新自由主義や、懲罰を用いた公権力による社会管理の媒体となっていると指摘した。
バーンシュタインの指摘では、人身売買のサバイバーを保護する目的で作られたアメリカ合衆国の法律が、あらゆる売春を人身売買であると決めつけ、そのことによって多くのセックスワーカーの法的立場が脅かされることになった。また、そうした法整備、厳罰化はセックスワーカーの当事者たちが長年行ってきた権利活動を無視し、セックスワーカーをより危険に晒していると指摘した。
特に、福音主義協会が刑法による秩序の管理を強く支持していると指摘した。さらにアメリカ合衆国の政治経済が、税金の再分配による福祉社会から、犯罪化による懲罰的な社会（英語: carceral state）へと移行していることに警鐘を鳴らした。
バーンシュタインは、フェミニストと福音主義者の双方の注目が、家庭内における問題（家庭内暴力、人工妊娠中絶など）から公的な空間における問題（性的な搾取を目的とした人身売買など）に移行する過程で、新自由主義的な思想を取り入れられていったと指摘する。また、アメリカ法である「2000年人身取引被害者保護法」を例に、規制や懲罰の強化を望む政治体制がフェミニズムを取り締まり強化の手段として用いていることを危惧した。
家庭内暴力や性的暴力の根絶を目指すフェミニズム運動を分析した社会学者ベス・リチーと政治理論学者クリスティン・ブミラーは、元々は社会の変革を目的としていた反暴力運動の多くが法執行機関と刑事罰に強いつながりを持ち始めていると指摘した。また、フランスでは性的暴力に反対するフェミニズム運動の一部が反移民主義的な感情を支持し、移民に対する取り締まりや、入国制限につながっていると指摘されている。

## フェミニストによる警察や監獄に対する批判
一部のフェミニストらが警察による取り締まりや刑務所などと結託することは、長らく内部から批判されてきた。刑務所産業複合体によるマイノリティに対する暴力を問題視する刑務所廃止運動はアンジェラ・デイヴィスやルース・ウィルソン・ギルモアを始めとする革新的なフェミニスト達によって支えられてきたという歴史がある。2000年に設立された団体Incite!は、刑事司法が女性、ノンバイナリー、トランスジェンダーの人たちを支援するのではなく、個人間の新たな危害を誘発させる構造の一部だと指摘している。「カーセラル・フェミニズム」という用語が2007年に提唱されて以来、この用語はフェミニズムがどうあるべきかについての議論を深めるため、主に批判的に使われてきた。

## 性的暴行と家庭内暴力
カーセラル・フェミニズムが人種的なマイノリティに影響を与えた事件として、1989年のセントラル・パーク・ジョガー事件がある。この事件では、5人の黒人とラテン系アメリカ人の若者が、セントラル・パークでジョギングをしていた女性に対する残虐なレイプの容疑者として逮捕、起訴された。当時10代だった5人の男性はそれぞれ6年から13年の懲役刑を受けた。しかし、DNAの証拠と鑑識技術の進歩により、別の真犯人が浮上し、5人の冤罪が証明された。この事件では、人種的なマイノリティの容疑者がメディアや法廷、警察などに差別的な扱いを受けることが問題視された。
アメリカ自由人権協会によれば、アメリカ合衆国の刑務所に収監された女性の約8割が身体的暴力を受けており、6割は過去に性的暴行を受けたことがあった。また、男性を殺した罪で収監されている女性の9割はその男性に暴行を受けた過去があった。また、女性パートナーを殺害した男性が受ける平均的な懲役刑は2年から6年なのに対し、男性パートナーを殺害した女性の懲役刑は15年ほどだと指摘された。刑事罰に問われている女性の多くは、暴力にさらされていた過去を持ち、その暴力がきっかけに罪を犯した人も多い。カーセラル・フェミニズムに反対するフェミニスト達は、取り締まりや刑務所が社会で抑圧されている立場の人たち（社会的マイノリティ）にとって不利に働いていると指摘する。そのようなアボリショニスト・フェミニズム(英語: abolitionist feminism)の立場をとる人たちは、様々な暴力的な構造にさらされている人たちが収監されることに反対し、暴力の連鎖を断ち切ることで問題の解決を目指している。